# عرفه ناکوع
عرفه ناکوع (عربی: عرفه الناكوع؛ زادهٔ ۲۳ ژانویهٔ ۱۹۸۲) بازیکن فوتبال اهل لیبی است.
وی همچنین در تیم ملی فوتبال لیبی بازی کرده‌است.